# Mine de Neves-Corvo
 (mars 2025).
La mine de Neves-Corvo est une mine souterraine de cuivre et de zinc située au Portugal.